# Johan Edler den äldre

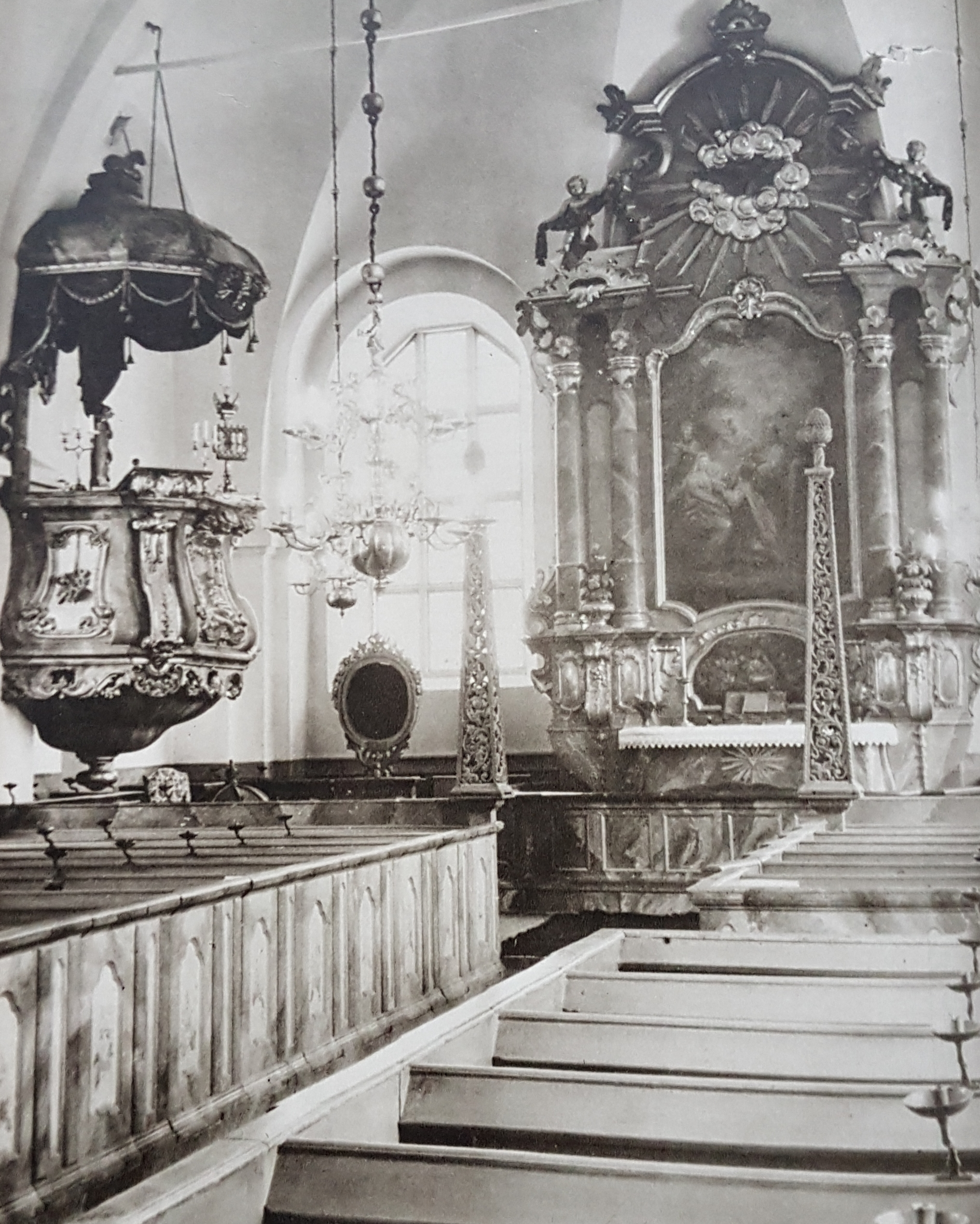
Altaruppsats och predikstol Borgsjö kyrka utfört av Johan Edler

Johan Edler den äldre, född 1 november 1734 i Västerede, som tidigare även benämnts Wästan-Ede och liknande, i Fors socken, Jämtland, död 1 januari 1797 i Lockne socken, Jämtlands län, var en svensk bildhuggare.

## Biografi
Han var son till bonden Olof Ersson och Brita Persdotter samt från 1761 gift med Cherstin Jonsdotter Hurtig från Oviken. Edler som ursprungligen hette Olofsson antog namnet Edler omkring 1766. Han var verksam i sitt hemlandskap Jämtland. Han var både bonde och bildhuggare. Han kom vid 18 års ålder i lära för bildhuggaren Jonas Granberg i Klövsjö. Efter fem år som lärling fick Edler anta självständiga arbeten, och 1758 utförde han på egen hand en altartavla och predikstol till Bräcke kyrka. Han blev självständig mästare 1760 och därmed ökade hans beställningar på kyrkoinredningar från flera håll i Norrland. Hösten 1761 köpte han ett mindre jordbruk i Sundsjö innan han 1766 köpte jordbrukshemmanet i Änge där han var bofast till sin död. I sin konstnärliga verksamhet utförde han kyrkoinredningar i trä. Edler utförde sina arbeten i rokokostil och var verksam i omkring 30 kyrkor i hela Jämtland samt angränsande landskap, till exempel Medelpad, där han gjorde altaruppsatser i Stöde (1762), Njurunda (1770) och Borgsjö (1783). Han tillverkade en predikstol för Borgsjö kyrka år 1771.
Johan Edler den äldre var far till Jonas Edler.